# Голубицький Сергій Віталійович
Сергій Віталійович Голубицький (нар. 20 грудня 1969, Київ) — український фехтувальник, срібний олімпійський медаліст, перший представник у складі самостійної команди України, oj виборов світовий чемпіонський титул з фехтування загалом і зокрема у своїй дисципліні — фехтуванні на рапірах. Чотириразовий чемпіон світу з фехтування, зокрема тричі поспіль (1997,1998,1999) в особистій першості. П'ятиразовий володар Кубку світу в особистих заліках. Син і вихованець В. А. Голубицького заслуженого тренера України з фехтування. Одружений: дружина — Керолін Голубицька (нім. Carolin Elisabeth Golubytskyi) багаторазова німецька призерка чемпіонату Європи та світу з фехтування.

## Життєпис
До десяти років займався плаванням, поки не прийшов у зал, де працював тренером його батько, і, вперше взявши в руки рапіру, виграв бій. Фехтування займався з 1980 року. Закінчив Київський інститут фізичної культури у 1993 році за фахом «Вчитель, тренер з фехтування» та звання «Маестро з фехтування» Італійської Національна академія фехтування (італ. Italian National Academy of Fencing). Автор автобіографічної книги «Фехтування — моє життя» (мовою оригіналу англ. "Fencing Is My Life"), яка була видана англійською мовою 30 листопада 2004 року у Нью-Йорку, російською у 2012, та французькою у 2013. Наголошував, що до опонентів ставився, саме як до суперників, а не як до противників, та намагався, щоб і глядачам було цікаво спостерігати за поєдинками. Сергієм разом з британською компанією було розроблено лезо та рукоять, які отримали назву «Golubitsky-Pro». Тренерську кар'єру розпочав з 1996 року. Тренував клуби Австрії, Італії, Голландії, Німеччини, національні збірні Данії, Нідерландів, жіночу збірну Німеччини на літніх Олімпійських іграх 2008, був особистим тренером власної дружини Керолін, яка представляла Німеччину на літніх Олімпійських іграх 2012 року. Є міжнародним рефері категорії А (рапіра) та категорії Б (шабля), судив змагання У США, Португалії, Франції, Туреччині. У США відкрито Центр фехтування Голубицького, де Сергій особисто тренує і викладає.

## Нагороди
- 1985 рік — переможець Кубка УРСР з фехтування.
- 1987 рік — чемпіон УРСР з фехтування.
- 1989 рік — чемпіон світу в командній першості з фехтування у складі збірної СРСР.
- 1990 рік — в командних змаганнях бронза на Чемпіонаті світу та золото на Чемпіонаті Європи.
- 1991 рік — чемпіон СРСР з фехтування та бронзовий призер у командних змаганнях, золото Спартакіади СРСР та бронза у командних змаганнях, два срібла та бронза у командній першості Всесвітньої Універсіади.
- 1992 рік — володар Кубка світу та срібло Олімпійських ігор.
- 1993 рік — золото універсіади, срібло чемпіоном світу з фехтування, переможець Кубку світу з фехтування.
- 1994 рік — володар Кубку світу з фехтування.
- 1995 рік — володар Кубку світу з фехтування, бронза чемпіонату світу, золото чемпіонату Європи, бронза чемпіонату Європи в командних змаганнях.
- 1996 рік — шосте місце Олімпійських ігор.
- 1997 рік — золото Чемпіонату світу з фехтування, срібло універсіади та золото в командних змаганнях, срібло Чемпіонату Європи, Орден України «За заслуги» III ступеня.
- 1998 рік — золото Чемпіонату світу з фехтування, бронза європейської командної першості.
- 1999 рік — золото Чемпіонату світу з фехтування, володар Кубку світу та золота турниру Супер Мастерс.
- 2000 рік — 6 місце в індивідуальних змаганнях та 5 місце в командних на Олімпійських іграх 2000 року.
- 2016 рік — Ім'я спортсмена внесено до «Залу слави» Міжнародної федерації фехтування (FIE).

## Виступи на Олімпіадах
| Олімпіада      | Дисципліна            | Місце |
| -------------- | --------------------- | ----- |
| Барселона 1992 | рапіра, індивідуальні | 2     |
| Барселона 1992 | рапіра, командні      | 5     |
| Атланта 1996   | рапіра, індивідуальні | 6     |
| Сідней 2000    | рапіра, індивідуальні | 6     |
| Сідней 2000    | рапіра, командні      | 5     |

## Інше
Транслітероване написання ім'я іншими мовами в протоколах змагань:

Serhiy Holubytskiy, Sergei Golubitsky, Sergei Goloubitski, Serhiy Holubytskyy, Сергей Голубицкий.